# Ucrania en los Juegos Paralímpicos de Atlanta 1996
Ucrania estuvo representada en los Juegos Paralímpicos de Atlanta 1996 por un total de 30 deportistas, 25 hombres y cinco mujeres.

## Medallistas
El equipo paralímpico ucraniano obtuvo las siguientes medallas:
| Nombre             | Deporte   | Evento                     |
| ------------------ | --------- | -------------------------- |
| Oro                |           |                            |
| Vasyl Lishchynskyi | Atletismo | Peso F11 masculino         |
| Plata              |           |                            |
| Vasyl Lishchynskyi | Atletismo | Disco F11 masculino        |
| Olena Akopyan      | Natación  | 50 m libre S5 femenino     |
| Olena Akopyan      | Natación  | 100 m libre S5 femenino    |
| Olena Akopyan      | Natación  | 200 m libre S5 femenino    |
| Bronce             |           |                            |
| Ihor Horbenko      | Atletismo | Triple salto F11 masculino |
| Yuri Andryushin    | Natación  | 100 m libre S7 masculino   |